# Аньянгуэра (Гояс)
Аньянгуэра (порт. Anhangüera) — муниципалитет в Бразилии, входит в штат Гояс. Составная часть мезорегиона Юг штата Гойас. Входит в экономико-статистический микрорегион Каталан. Население составляет 914 человек на 2006 год. Занимает площадь 56,642 км². Плотность населения — 16,1 чел./км².

## Статистика
- Валовой внутренний продукт на 2003 год составляет 3 763 922,00 реалов (данные: Бразильский институт географии и статистики).
- Валовой внутренний продукт на душу населения на 2003 год составляет 4159,03 реалов]] (данные: Бразильский институт географии и статистики).
- Индекс развития человеческого потенциала на 2000 год составляет 0,802 (данные: Программа развития ООН).